# ستيغ كريستنسن
ستيغ كريستنسن هو رسام كارتون دنماركي، ولد في 25 ديسمبر 1985.